# 卡韦

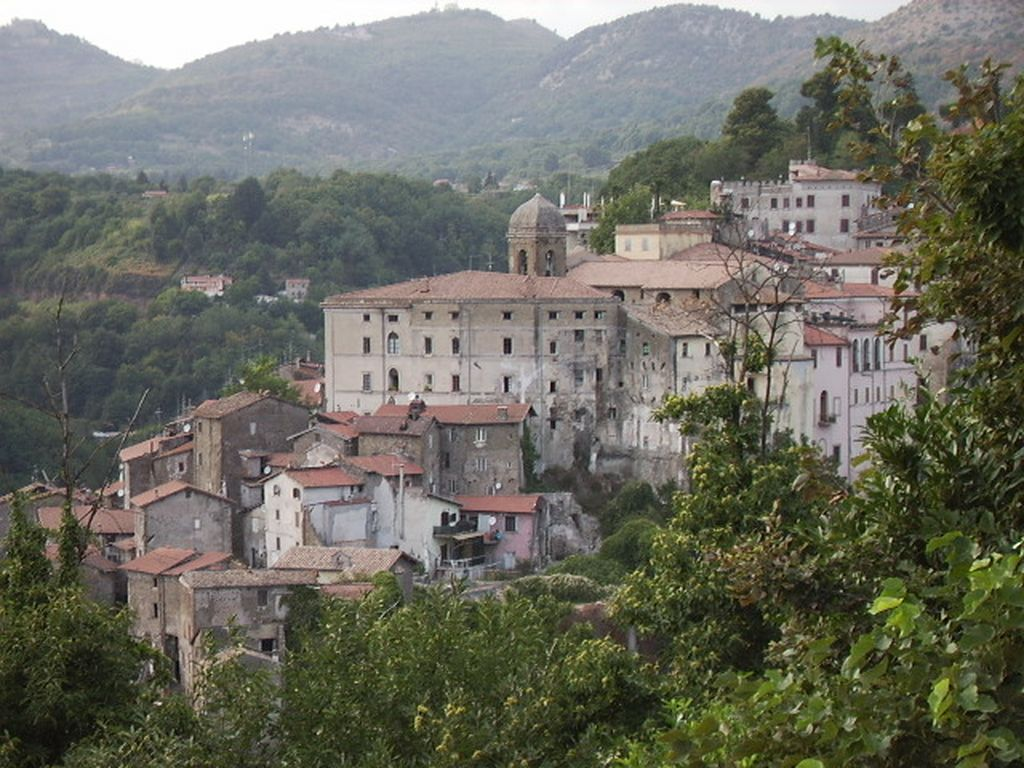
全景图

卡韦（義大利語：Cave）是意大利拉齐奥大区罗马首都广域市的一个市镇，面积17平方公里，人口9,966人（2004年）。